# جینجر و رزا
جینجر و رزا (به انگلیسی: Ginger & Rosa) فیلمی محصول سال ۲۰۱۲ و به کارگردانی سالی پاتر است. در این فیلم بازیگرانی همچون ال فانینگ، آلیس انگلرت، آلساندرو نیوولا، کریستینا هندریکس، تیموتی اسپال، اولیور پلات، جودی می و آنت بنینگ ایفای نقش کرده‌اند. 